# Oh my Goods!
Oh my Goods! (in italiano Le mie merci!) è un gioco di carte di Alexander Pfister pubblicato nel 2015 da Lookout Games e in Italia da uplay.it edizioni nel 2016 e da Asmodée nel 2019.

## Ambientazione
I giocatori rivestono i ruoli di artigiani intenti a produrre merci. Molte delle singole merci prodotte possono essere impiegate a loro volta per fabbricare altri prodotti più pregiati attraverso una catena produttiva.